# Chung kết Cúp Liên đoàn bóng đá Anh 1992
Chung kết Cúp Liên đoàn bóng đá Anh 1992 là trận đấu bóng đá chung kết Cúp Liên đoàn bóng đá Anh diễn ra vào ngày 12 tháng 4 năm 1992 trên Sân vận động Wembley, London. Trận đấu này là cuộc đối đầu giữa hai câu lạc bộ bóng đá Manchester United và Nottingham Forest. Manchester United giành chiến thắng 1–0 để lên ngôi vô địch lần đầu tiên tại giải Cúp Liên đoàn bóng đá Anh, với bàn thắng duy nhất của Brian McClair.

## Trận đấu
| Manchester United | 1–0 | Nottingham Forest |
| ----------------- | --- | ----------------- |
| McClair 14'       |     |                   |

| Manchester United | Nottingham Forest |

|                  |    |                    |  |     |
|                  |    |                    |  |     |
| GK               | 1  | Peter Schmeichel   |  |     |
| RB               | 2  | Paul Parker        |  |     |
| LB               | 3  | Denis Irwin        |  |     |
| CB               | 4  | Steve Bruce        |  |     |
| CM               | 5  | Mike Phelan        |  |     |
| CB               | 6  | Gary Pallister     |  |     |
| RM               | 7  | Andrei Kanchelskis |  | 75' |
| CM               | 8  | Paul Ince          |  |     |
| CF               | 9  | Brian McClair      |  |     |
| CF               | 10 | Mark Hughes        |  |     |
| LM               | 11 | Ryan Giggs         |  |     |
| Dự bị:           |    |                    |  |     |
| MF               | 12 | Lee Sharpe         |  | 75' |
| MF               | 13 | Neil Webb          |  |     |
| Huấn luyện viên: |    |                    |  |     |
| Alex Ferguson    |    |                    |  |     |

|                  |    |                  |  |         |
|                  |    |                  |  |         |
| GK               | 1  | Andy Marriott    |  |         |
| RB               | 2  | Gary Charles     |  | Thay ra |
| LB               | 3  | Brett Williams   |  |         |
| CB               | 4  | Des Walker       |  |         |
| CB               | 5  | Darren Wassall   |  |         |
| CM               | 6  | Roy Keane        |  |         |
| RM               | 7  | Gary Crosby      |  |         |
| CM               | 8  | Scot Gemmill     |  |         |
| CF               | 9  | Nigel Clough     |  |         |
| CF               | 10 | Teddy Sheringham |  |         |
| LM               | 11 | Kingsley Black   |  |         |
| Dự bị:           |    |                  |  |         |
| DF               |    | Brian Laws       |  | Vào sân |
| FW               |    | Lee Glover       |  |         |
| Huấn luyện viên: |    |                  |  |         |
| Brian Clough     |    |                  |  |         |

## Truyền hình trực tiếp
Trận đấu được phát sóng trực tiếp ở Vương quốc Anh trên kênh ITV, với phần bình luận của Brian Moore và Ian St John.